# Óceán

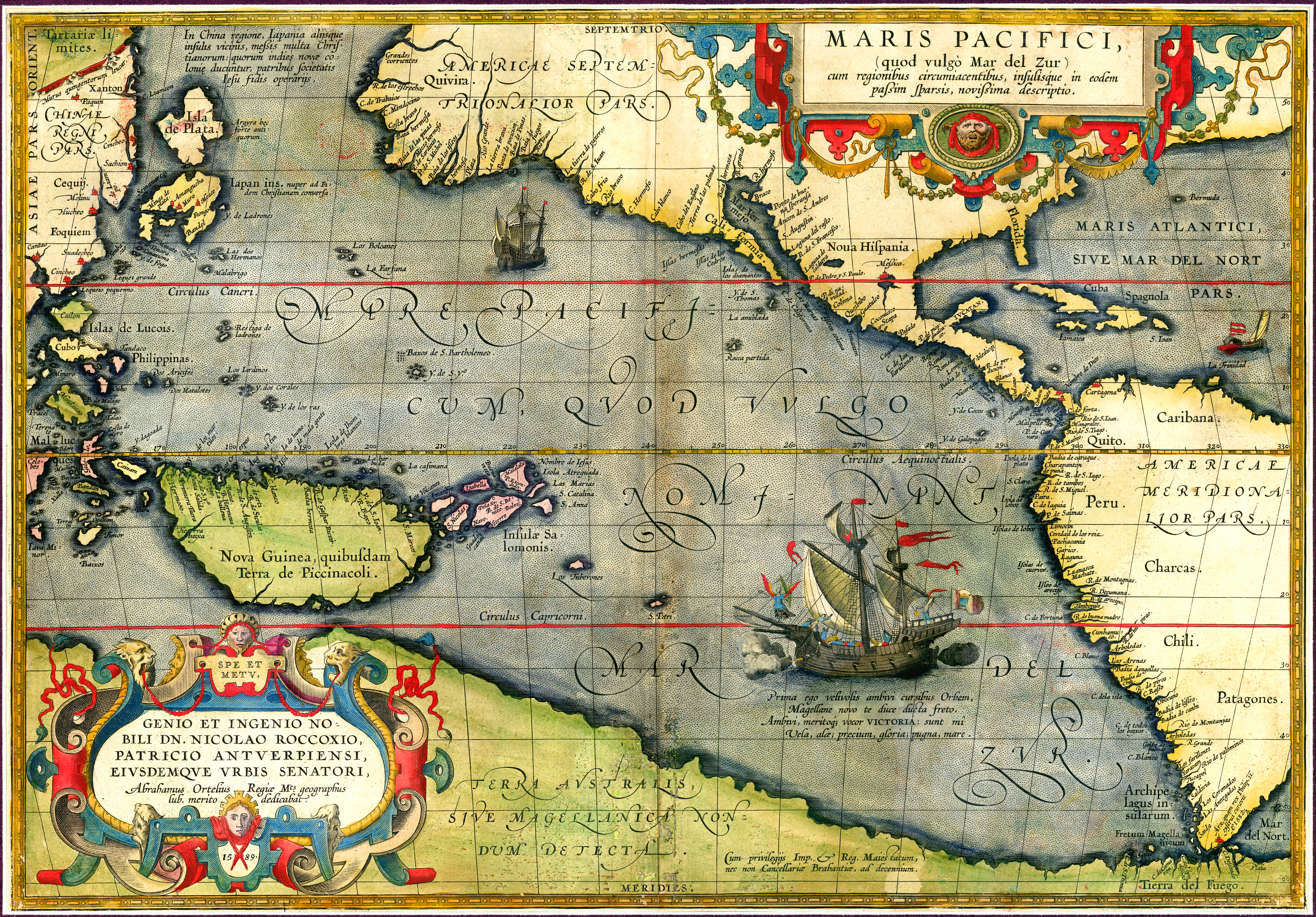
A Csendes-óceán térképe 1589-ből

Az óceán a kontinensek között elterülő és beltengernek nem tekinthető nagy tengerek valamelyike, mely nagy kiterjedésű (több tízmillió km²), nagy mélységű (több ezer méter), önálló áramlási rendszerrel rendelkező világtenger. A Föld kb. 510 millió km² felszínéből a víz mintegy 361 millió km²-t fed le, ez a Föld felületének 70,8%-a. Az óceánok területének több mint a felének átlagos mélysége 3000 méternél mélyebb. Földünknek természetföldrajzi értelemben öt óceánja van (Atlanti-óceán, Csendes-óceán, Indiai-óceán, Déli-óceán és a Jeges-tenger).

## Az óceánok megismerése
Történetük évezredekkel ezelőttre tekint vissza, amikor is a polinézek először hajóztak nagyobb távolságokra az óceánok belseje felé Kr.e. 4000 körül (Service, 1996). Európából nagy valószínűséggel Phyteas hajózott először az Atlanti-óceánon át Skandinávia irányában (Kr.e. 325), ezzel az Atlanti-óceán felfedezőjének is tekintik. Az arab kereskedők a középkorban relatíve jól ismerték az Indiai-óceán északi vidékét, ahol kereskedelmi útvonalakat hoztak létre. A modern európai oceanográfiai ismeretek jórészt a középkor végi felfedezőkkel kezdődött – mint B. Diaz (1487–1488), Kolumbusz Kristóf (1492–1494), V. de Gama (1497–1499),  F. Megellan (1519–1522) és még sokan mások. E felfedezőket és tengerészeket hamarosan tudósok, tudományos felfedező utak követték – köztük talán a legismertebb James Cook (1728–1779, Endeavour) és Charles Darwin (1809–1882), illetve az Arktisz és az Antarktisz első európai leírói – Sir J.C. Ross és Sir J. Ross (1815–1854). Ez idő tájt tettek említést elsőként a Golf-áramlásról is.
Az óceánok modern, tudományos-leíró korszakának több részegységét különíthetjük el: 
- Az óceánok felszíni vizsgálata (1873), amelyek nagyobbrészt könnyűbúvárok megfigyeléseire, hajó fedélzetéről is tanulmányozható jelenségek leírására, a szelek, tengeráramlatok dinamikai leírására korlátozódott (Franklin Golf-áramlatról szóló publikációja).
- A mélytengeri felfedezések korszaka (1873–1914) széles körű oceanográfiai vizsgálatok sora, melynek egyik ismert szereplője a Challenger- és a Fram-expedíció.
- A technikai újítások bevonása az oceanográfiába (1925–1940) egy újabb sikeres fejezete a kutatásoknak, melynek révén addig ismeretlen aspektusait sikerült megismerni ennek a tudományterületnek.
- Ezt a nemzetközi tudományos együttműködések időszaka követte, ismertebb projektek ezek közül az APFP (Atlantic Polar Front Program), az International Geographic Year és az International Decade of Ocean Exploration.
- Az Earth System Science (1995–) globális tanulmányok, klimatológiai, ökofiziológiai, atmoszféra-kutatási területeket érintve, numerikus modellek felállításával.

## Fizikai jellemzői

### Mértani jellegzetességek
A tengeri távolságok mérésére 1670–ben Gabriel Mouton javasolta a tengeri mérföldet, melyet úgy határoztak meg, mint egy szögperc távolság az Egyenlítő mentén mérve. Szorosan ehhez kapcsolódik a méter akkori definíciójának meghatározása is, amely hasonló analógia alapján a Párizson átmenő hosszúsági kör mentén az Egyenlítőtől a Sarkig terjedő távolság 10 milliomod része. Ezen mértékek kapcsolata korán elvetésre került, mint pontos meghatározás alapja, a közelítés továbbra is megmaradt, és összehasonlítás útján látható, hogy meglehetősen pontos. Így pl. egy kvadráns 1/10 000 000 része 1,0019 m, ami igen közeli a méter definícióhoz. Továbbá tekintve a tengeri mérföld kezdetleges definícióját, az {\displaystyle 2\pi R_{E}/360\cdot 60}, ami 1,855 km – nagyon közeli a nemzetközileg meghatározott tengeri mérföldhöz (1,852 km).

### Az óceánok mérete
A nagyságbeli dimenziók egészen az 1500 km-től (ami az Atlanti-óceán legkeskenyebb része) a 13 000 km-ig (a Csendes-óceán legnagyobb szélessége) terjednek. Tipikusan az mondható, hogy a horizontális nagyságrendek hozzávetőleg 200-szorosa a vertikális dimenzióknak. Mindezekből következnek a dinamikai jellemzők, amelyek az óceáni áramlatokat meghatározzák: a vertikális irányú áramlási sebesség mindössze csak 1%-a a vízszintes irányú áramlási sebességeknek (két- és háromdimenziós turbulenciák eltérése). A Föld kéreglemezei két típusba sorolandók: a kontinentális kéreglemezek (mint pl. az Afrikai-lemez) sokkal vastagabbak, mint a másik lemeztípus, az óceáni kéreglemezek (pl. a Csendes-óceáni). Az utóbbiak ún. óceáni hátságokat képeznek, amelyektől a lemezek távolodnak a kontinentális lemezek irányába, és sokkal sűrűbb lévén ott alábukva mélytengeri árkokat alakítanak ki. Két ilyen tektonikus lemez találkozásánál erős vulkanikus tevékenység figyelhető meg (pl. a Nazca- és a Dél-amerikai-lemez találkozásánál létrejött Andok hegység).

### Vízszintes tagozódása
A kontinensek a következő 5 óceánt választják el egymástól: Csendes-óceán, Atlanti-óceán, Indiai-óceán, Déli-óceán (bizonyos szervezetek, például a Nemzetközi Hidrográfiai Szervezet (IHO) használja) és Északi-Jeges-tenger (gyakoribb nevén a Jeges-tenger). Természetföldrajzi értelemben azonban csak a Csendes-, az Indiai- és az Atlanti-óceán minősül óceánnak.

### Függőleges tagozódása

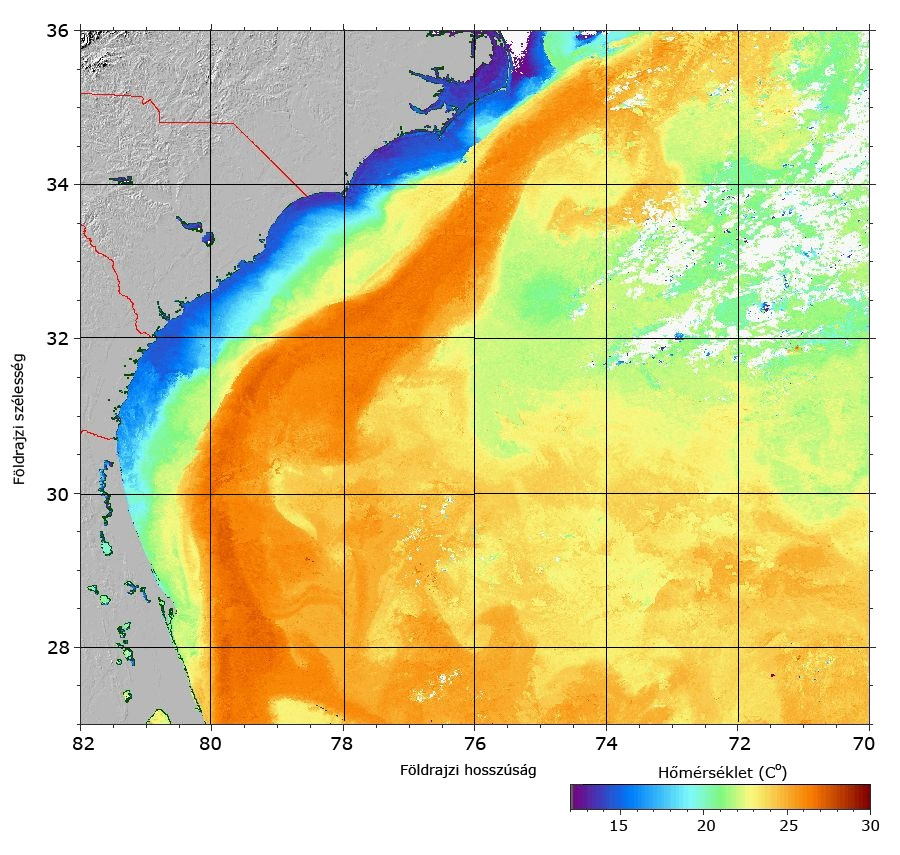
Hőtani térkép a Golf-áramlatról (Forrás: Ocean Remote Sensing Group, Johns Hopkins University, 2008)

Az óceán függőleges tagozódását elsősorban a hőmérsékleti és sótartalmi eltérések határozzák meg, illetve e kettőből következik a sűrűségeloszlás. Hőmérséklet szempontjából megfigyelhetünk egy felszíni (100–200 m-es) réteget, amely a légkörrel történő érintkezése folytán egy speciális szférát alkot, annak okán hogy állandó kölcsönhatásban van a napsugárzással és a szélmozgással. Az előbbi hatások intenzív hőáramlást biztosítanak a mélyebb rétegekbe, a szélmozgás pedig jellegzetes turbulenciát idéz elő. Az óceán felszíni rétegében az energiamérleget mindenekelőtt a be- (rövidhullámú) és kisugárzás (hosszúhullámú) különbsége, a felszíni albedó, a vertikális hőáram határozza meg. Mivel nagy hőkapacitással rendelkező rendszerről van szó, a kis időperiódusú ingadozások jelentéktelenek, pl. a légkörhöz viszonyítva, jelentősebb ingadozást csak évszakos eloszlásban figyelhetünk meg. A hőmérsékleti tartományoknak éles határa rendszerint nem alakul ki, talán egyetlen ilyen hely a Golf-áramlat és a Labrador-áramlat találkozási pontja.

### Az óceánok mélységének mérése
Akusztikus mélységmérő. A mélységmérésnek egyik megszokott módja volt a hangvisszaverődés alapján történő tájékozódás. Az instrumentum 10 és 30 kHz közötti frekvencián bocsát ki hanghullámokat és a visszavert hullámok alapján térképezi fel a tengerfenék domborzatát. Az első ilyen mélységmérőt először az Amerikai Haditengerészet használta tudományos felderítés céljából 1922-ben, amit nem sokkal ezután a több német feltáró expedíció követett 1925 és 1927 közt. Jelenleg a legtöbb – nem csak kutatóhajón – van ilyen berendezés.
Műholdas mélységmérő. Azokat a területeket, amelyek az akusztikus mélységmérő nem képes feltárni, kiegészíteni képes a műholdas altimetria. Elvi alapja az, hogy a víz felszínéről alkotott profilkép nagyon hasonlatos a tengerfenék domborzati képével (Tapley/ Kim, 2001). Ehhez azt kell megmutatni, hogyan befolyásolja a gravitáció a vízfelszín dinamikáját. A felszín síkja bizonyos határátmenetben egy geoid és definíciószerűen minden esetben merőleges a gravitációs erővonalakra, illetve mérés esetén a függőón által meghatározott függőlegesre. Pontosabban egy adott vízalatti domborzati eltérés hatására létrejött nehézségi anomália a függőónt igen kis mértékben kitéríti, így annak irányvonala nem a Föld gravitációs középpontja felé fog mutatni ilyen esetben, hanem a lokális gravitációs súlytöbblet irányában. A víz felszíni síkjában létrejövő ilyen eredetű differenciák természetesen vízen közlekedő járműről szabad szemmel nem észlelhető, azonban altiméterrel már jól mérhető.

## Légköri hatások
A légkörből származó hatások nyilván közvetett és közvetlen hatást gyakorolnak az óceánokra, a felszíni párolgás, a napsugárzás hatása és a légáramlatok útján.

### Mikrohullámszenzor
Műholdas megfigyelő rendszer, amelyet az USA (US Defense Meteorological Satellite Program) működtet 1987 óta; fontos szerepe van az óceánok hőháztartásának és az atmoszféra, a szelek és az óceánok kapcsolatának vizsgálatában. Működésének alapja, hogy a tengerek és óceánokból érkező mikrohullámdózist méri, amelyek 60◦ szélességi körig terjednek. A kibocsátott sugárzás közvetlen függvénye a párolgásnak, a légkör páratartalmának és a felhők víztartalmának. Több adat együttes elemzésének konklúziója a felszíni szélsebességre való következtetés (± 2 m/s). A műholdakról, hajókról és a meteorológiai bójákról származó információt numerikus módszerekkel dolgozzák fel és a meteorológiai állomásoknak továbbítják (Daley, 1991). Az újraszámított, korrekciós értékeket és az ebből létrehozott időjárási, klimatológiai idősorokat atmoszférakutató központok modellezik, mint az USA-ban az US NCEP Atmospheric Research vagy Európában az  ECMWF. Az Európai Időjárás-előrejelző Intézet igen hosszú időperiódus alapján végzett számításokat (1957–1997).

## Az óceán fizikai-kémiai jellemzői

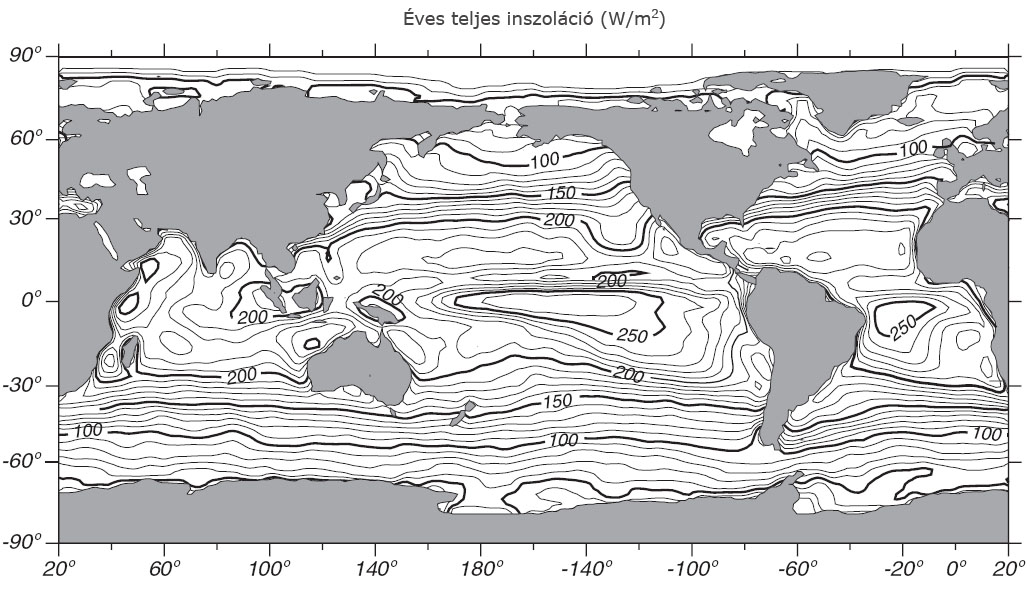
Évi közepes inszoláció az óceánfelszín által (Forrás: NASA, Langley Research Center / Darnell, 1992)

A hatalmas víztömegben tárolt hőenergia ingadozásai természetszerűleg az óceán felszíni rétegének hőcseréjére vezethető vissza, pontosabban a vertikális irányú hőfluxusra. Ez a dinamikus áramlás a mélyebb vízrétegek irányában sokkal lassabb, mint a felszín felé. Ahhoz, hogy az óceán hőháztartását össze tudjuk hasonlítani pl. a szárazföld ugyanerre vonatkozó tulajdonságaival, vegyünk egy egyszerű példát. Egy adott éves ciklusban a nyár a hő eltárolásának, a tél a hő kibocsátásának időszaka. A különbség elsősorban a két befogadó közeg hőkapacitásának különbségéből adódik. Az óceán (és tenger) felszíni rétege majd 100 m mélységig hőelnyelő, ez minden négyzetméter esetén 100 m³ vízmennyiséget jelent, ugyanez a szám a szárazföld esetében 1 m² esetén alig több mint 1 m³. Hasonló logikával, itt nem részletezett számítások alapján az óceán éves hőfelvétele 109 J, a szárazföldé csupán 107 J. Ebből következően a két közeg éves hőingadozás különbsége 10°C is lehet, vagy a szárazföld belseje felé haladva akár 40°C.

### A hőháztartást befolyásoló faktorok
Mindenekelőtt a légkörből származó inszoláció, melyet a szélességi körök, az évszakok, a napszak és a felhővel való borítottság befolyásol. A sarki régiók kevésbé melegszenek fel, mint a trópusi öv, utóbbi esetén a nyári időszakban tárolt hőmennyiség is jelentősen kevesebb. A legfontosabb szabályzótényezők, vagy környezeti faktorok:  
- A Nap látszólagos pályája, amely évszaktól és az adott földrajzi szélességtől függ, ill. a nappalok hosszától, amely hasonlóan függ az említett két paramétertől.
- Az inszoláció mértéke nagyban függ az atmoszféra tulajdonságaitól az adott helyen, vagyis hogy a víz feletti légrétegek milyen mértékben nyelik el a beérkező sugárzást (felhőzet, páratartalom).

### Infravörös sugárzást befolyásoló tényezők
Az óceánok felszínének energetikai szempontból történő viselkedését feketetest-sugárzásként foghatjuk fel, annak hullámhossz szerinti eloszlását a Planck-egyenlet írja le. Az átlagos hullámhossz-tartomány 10 μm közelében található, amelyet igen nagy hatásfokkal abszorbeálnak a felhők. A 8 és 14 μm közötti hullámhosszúságú sugárzás a légkörön keresztül szinte akadálytalanul keresztülhatol, az atmoszferikus részecskék nagyrészt a 3–4 μm közötti tartományban nyelnek el sugárzást, és a jelenlévő vízpárán kívül a légkör szén-dioxid-tartalmával is számolni kell. Ez utóbbi koncentrációjának növekedése nagyobb arányban ejt csapdába infravörös sugarakat, ami a légkör melegedését okozza (Megjegyzendő, hogy az általánosan leírt ún. üvegházhatás nélkül a felszíni légkör átlagos hőmérséklete jóval 0°C alatt volna / Hartmann, 1994). Az IR-hullámok kijutását a légkör felső rétegeibe egyebek mellett nagyban befolyásolja a felhőréteg vastagsága és tengerszinttől mért magassága. 

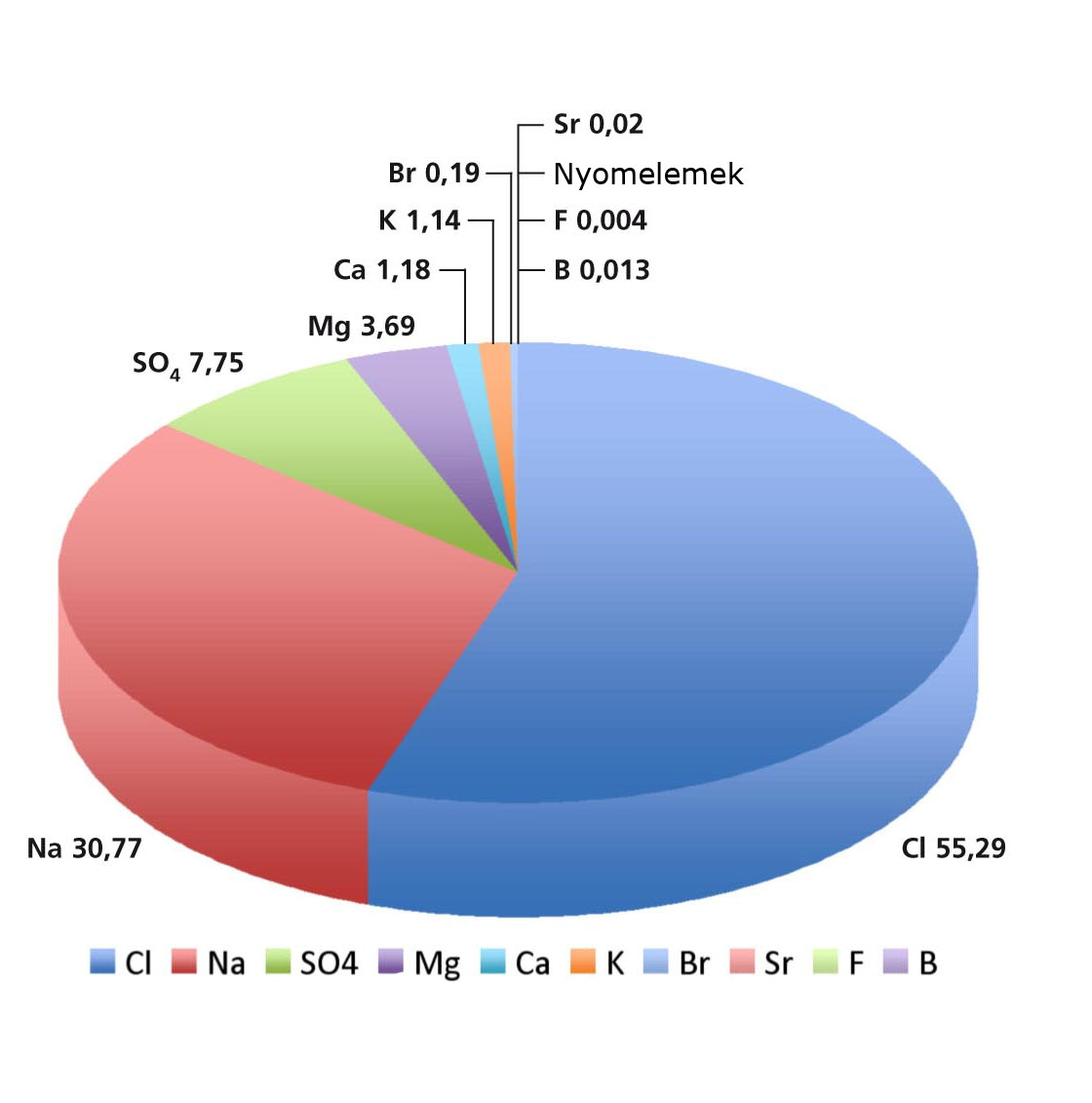
Óceánvíz kémiai összetétele

### Meridionális hőtranszport
A Föld teljes hőenergiáját a trópusi övek térségében veszi fel és a sarkokon veszti el, amelyért összességében a légköri és óceáni cirkulációk együttesen felelősek. A dél–észak irányú hőáramlást meridionális hőszállításnak nevezik. A nettó hőáram pontos meghatározását műholdak radiométerei által nyújtott adatok számításai alapján végzik. Az inszoláció és az infravörös kisugárzás közti különbség – amely feltétele a hőegyensúly létrejöttének – atmoszférakutató műholdak és obszervatóriumok adatai alapján meghatározott. Trenberth és Caron (2001) adatai alapján az Egyenlítő felől, mind az óceánok, mind a légkör által a sarkvidékek felé szállított nettó összenergia eléri a 6×1018 W-ot. Ebből az óceánok részesedését három elv alapján számíthatjuk: 
- Felszíni áramlás. Ebben az esetben a tengerek felszínén létrejövő – a szelek, a párolgás, a felhővel való borítottság által is befolyásolt – hőáramlási mutatókat veszik figyelembe.
- Direkt módszer. Itt a hőenergia szállítását közvetlenül az óceánok aljzatán elhelyezett sebesség- és hőmérsékletmérők adatai alapján számítják ki az áramlási sebesség és a hőmérséklet szorzata alapján.
- Maradék módszer. Ez először a légköri hőáramlási adatokat veszi figyelembe és azt a teljes hőenergia fluxusból vonja le, ezzel a maradék energia az óceánok részesedését adja ki.

### Óceánok sótartalma
Sótartalom alatt az összes oldott ásványi anyag mennyiségét értik, mely óceánvízben átlagosan 200 ppm (34,6–34,8 ppe). A sótartalom meghatározását korábban a fizikai-kémiai úton kinyerhető szárazanyag-mennyiségre határozták meg, de a későbbi praktikus alkalmazása bonyolultnak tűnt. Ennek okán – mivel a klór moláris mennyisége arányban van a Na-éval – az egyszerűbb klórgázanalízist alkalmazták a sókoncentráció definiálásához. A közvetlen kémiai analízis helyettesítésére sokkal elterjedtebbé vált a tengervíz egyszerű vezetőképességének mérése, mely komolyabb kémiai laboratóriumi munkát nem igényel. A pontossága eléri az 1/3000 értéket, a csekély hibalehetőség olyan összetevők okán fordul elő, mint a SiO2, aminek jelenléte sűrűségváltozást okoz az adott vizsgált mintában, de a vezetésben nem.

### Sűrűség, potenciális hőmérséklet
A tél folyamán a felszínen képződő hideg víz mélyebb rétegekbe süllyed, ahonnan az áramlatok folyamatosan más részekre szállítják azt. A sűrűségviszonyok az óceánban alapvetően meghatározzák nemcsak a fizikai kémiai jellemzőket, hanem az áramlatok mozgását is befolyásolják a nyomáskülönbségek kialakulása révén. Az abszolút sűrűséget laboratóriumban nagy hatásfokkal képesek meghatározni, akár 4 ppm pontossággal. Hogy elkerülhetőek legyenek a bonyolult, időigényes számítások, gyakori a relatív sűrűséget használni, amely a tiszta vízre vonatkoztatva adja meg az adott minta sűrűségét. Praktikusan ma már nem a sűrűséget mérik, hanem in situ mérések alapján egy standard állapotegyenletbe helyettesítik be az adatokat, amelyek a sótartalmat, a nyomást és a hőmérsékletet tartalmazzák. Ennek alapján az óceán átlagos sűrűsége a felszín közelében 1027 kg/m³ (Mindennapi használatban gyakran csak az utolsó két számjegyet írják le).

## Az óceánok szerkezeti tagozódása

### Self
A self a kontinentális kéreg üledékkel fedett, vízzel borított része, a mélytenger felé enyhén lejtő felszín. Általában kis kiterjedésű, 200 méternél kisebb vízmélységű terület. Átlagos szélessége 75 km.

### Kontinentális lejtő
A kontinentális lejtő képezi az átmenetet a szárazföldek és a mélytengerfenék (a kontinentális és az óceáni kéreg) között. Szélessége 20–100 km.

### Mélytengeri tábla
Ez a Föld felszínének legterjedelmesebb szintje. Átlagos mélysége 4–6000 méter.

### Mélytengeri árok
Az óceánok és egyben a földfelszín legmélyebb pontjai az árkokban találhatók. Több száz kilométer hosszúak, és akár 15 000 m-t is megközelíti a szintkülönbség bennük[forrás?]. Jelenleg 26 mélytengeri árok ismert, közülük a legmélyebb a Mariana-árok (mélysége 11 034 méter).

## Az óceánok genezise
Geológiai-lemeztektonikai értelemben az óceánok egy szabályos fejlődési pályát járnak be. Kialakulásuk a lemezszegélyek divergenciájával veszi kezdetét. Az ennek során létrejövő óceánközepi hasadékok mentén távolodik egymástól a két kőzetlemez, lassan kialakítva az óceán medencéjét. A későbbiek során a kőzetlemezek mozgása megváltozhat, az óceáni lemez egyéb (óceáni vagy szárazföldi lemez) alá bukhat, megkezdve az óceán medencéjének lassú felemésztődését, végül az óceán teljesen be is zárulhat. Mindezek alapján az óceánok fejlődési sora:
1. embrionális óceán (rift): pl. Bajkál
2. fiatal: Vörös-tenger (Afrika és az Arab-félsziget távolodása)
3. érett: Atlanti-óceán
4. hanyatló: Csendes-óceán
5. elhaló: Földközi-tenger (valamikor Thetys-óceán)
6. végső (halott): Himalája (Eurázsia és Hindusztánia találkozása révén)[3]

## Az óceánok világnapja
Az ENSZ által 1992-ben Rio de Janeiróban megtartott globális környezetvédelmi csúcstalálkozón június 8-át jelölték ki az óceánok védelmére az óceánok világnapjának.

## Az óceán szó eredete és nyelvi vonatkozásai
Az óceán szó az Ókeanosz szóból származik, mely a világkorongot körülvevő folyam, világtenger jelentéssel bírt. Eredetileg a nagy ősvíz istenének volt a neve a görög mitológiában. A latin Oceanus (világtenger) ennek a szónak az átvétele. A magyar nyelvbe a latin nyelven keresztül került a szó, az -us végződés elhagyásával. Más európai nyelvbe is a latinon át került be, mint a németbe (Ozean) vagy a franciába (océan).
A szó első magyar nyelvű előfordulása egy 1604-es írott szövegben található: „Sziget az Nemet Oceanuson”. Legközelebb 1651-ben Zrínyi Miklósnál fordul elő. A 18. század vége felé terjedt el, főleg Csokonai Vitéz Mihály verseiben szerepel viszonylag gyakran. A reformkori magyar íróknál már sűrűn szerepel a szó.
Az óceán szó második jelentése: valaminek a mérhetetlenül nagy tömege, özöne. Ezt a jelentésváltozatot leginkább az irodalom kedvelte. Szimbólumként is előszeretettel használták a szót, például Ady Endre Az Értől az Oceánig című versében.
Az óceán szó számos szinonimával bír, főleg a melléknévi változata, az óceánnyi szó, hiszen ez fejezi ki a dolgok tömegét, mennyiségét. Ilyen szinonimák a tengernyi, a rengeteg, a sok, a mérhetetlen, és így tovább. Az óceán szónak vannak szókapcsolatai is természetesen, mint például az óceánjáró, amely főnévi és melléknévi jelentéssel is rendelkezik, vagy ilyen szóösszetétel még az óceánrepülő is, amely a jelentése szerint olyan repülőgép-vezető, aki valamely két hely (repülőtér, város) között a rendszeres légi forgalom megindulása előtt elsőnek vagy olyan feltételekkel repülte át az óceánt, különösen az Atlanti-óceánt, ahogyan előtte még senki. Később az óceán szóból alakult ki a tengerkutatás, tengertan tudományának az elnevezése is, az oceanográfia vagy oceanológia. Itt érdemes megemlíteni még valamit: a görögök gyakran mondták azokra a dolgokra, tájakra, mesékre, amiket nem tudtak elhelyezni a világukban, hogy azok az Ókeánoszon túl vannak.

## Az óceán szó megjelenése a kultúrában
„A bánat? egy nagy oceán.

S az öröm? az oceán kis gyöngye.

Talán míg felhozom,

Össze is töröm.”
Petőfi Sándor
„Pályám vége közelít:

Hol a gígászi Örök vár

S chaoszába elmerít,

Mint egy cseppet az oceán.”
Berzsenyi Dániel

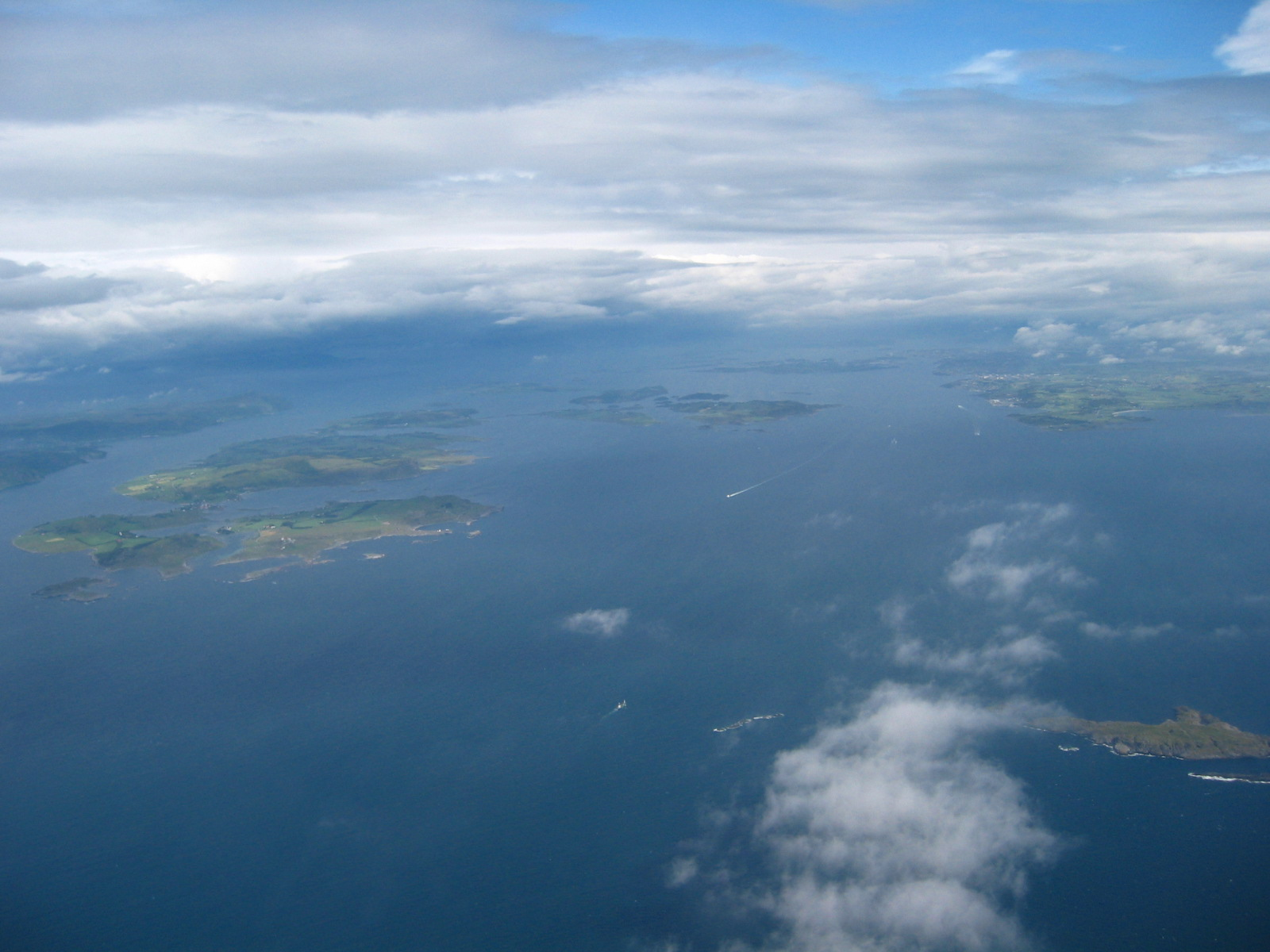
A norvég szigetvilág (Rogaland) és az Északi-tenger egy szelete

„Azt a kis patakot, mely a szívet hajtja,

Ha egyszer elapadt, ki nem pótolhatja

Óceánja vérnek.”
Arany János

## Energetikai potenciál

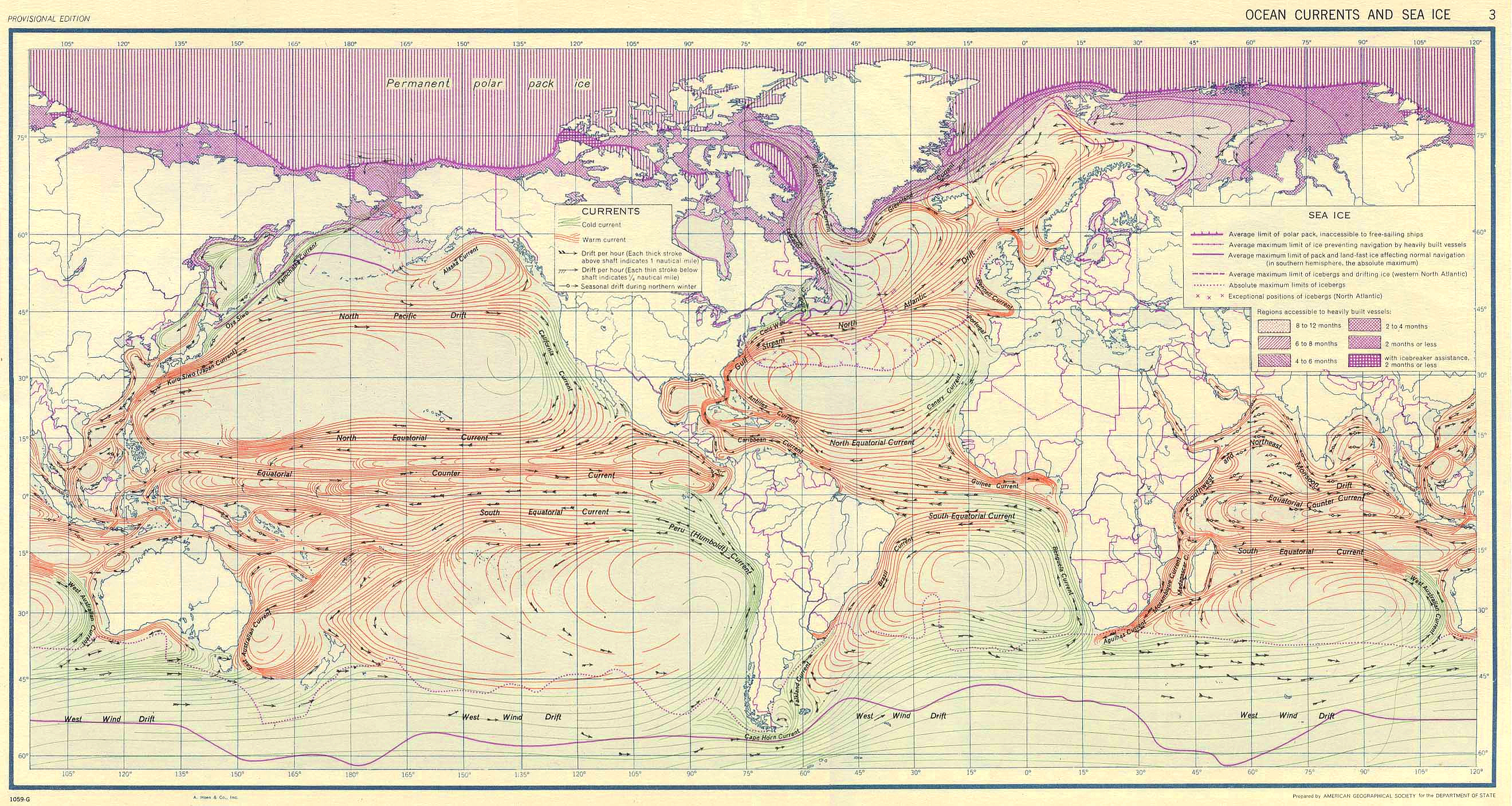
Az óceáni áramlatok egy 1943-as térképen

A Földünk több mint 70%-át borító óceánok energetikai kiaknázása egyre inkább foglalkoztatja a mérnököket. Jelenleg két ígéretes megoldás létezik az óceánokból való megújuló energia termelésére. Az egyik a hullámenergia, ahol a hullámzás által létrejövő mozgási energiát alakítják át elektromos árammá. A másik megoldásnál a gépészmérnökök az óceán alsó és felső rétege közötti hőmérséklet-különbséget felhasználva termelnek elektromos áramot. Az első ilyen erőmű építését az Európai Bizottság támogatásával 2015-ben kezdik meg, hasznos teljesítménye 11 MW lesz.